# Rio Tefé
O rio Tefé é um curso de água que banha o estado do Amazonas, no Brasil. É afluente da margem direita do rio Solimões ou rio Amazonas. O rio Tefé possui aproximadamente 350 km e forma o lago Tefé antes de desembocar no Solimões.